# Ніфонт II Константинопольський
Ніфонт II — патріарх Константинопольський у 1486–1488 та 1497–1498 роках. У 1502 році його втретє обрали патріархом, але він відмовився від посади.

## Біографічні дані

### Ранні роки
Він походив із Мессенії, мав «римське знатне походження» і його світське ім'я було Ніколай. Він пішов за якимось монахом Антонієм і став ченцем у монастирі «Панагія Полемарха», на безлюдному пляжі між Палайєю та Неа-Епідавром, прийнявши ім'я Ніфонт. Займався каліграфією та переписуванням рукописів. Потім він пішов за ченцем Захарією, духом Скандербега, і оселився в монастирі Богородиці в Агріді. Коли Захарію було обрано архієпископом Ахридським, Ніфонт відправився на Афон, де по черзі відвідав монастирі Ватопед, Пантократор, Велику Лавру та Діонісію. Там він був висвячений на диякона, а потім на священика. Він був дуже скромним і його любили за його мудрість і милосердя.

### Перше обрання на Вселенський престол
У 1482 році, після смерті митрополита Солунського Парфенія, він був обраний його наступником проти волі, а в кінці 1486 року покликаний на Вселенський престол. Патріарх Ніфонт ревно присвятив себе виправленню помилкових текстів і контролю над зловживаннями з боку духовенства. Через вісімнадцять місяців спалахнув скандал, який призвів до його усунення. Зокрема, патріарх Симеон після смерті залишив велике майно, але без спадкоємця чи заповіту, коли його захопила султанська скарбниця, включно зі священним посудом, який був освячений під час його патріарства. Щоб уникнути цього, вони поставили законним спадкоємцем племінника Патріарха-спадкоємця і трьох лжесвідків. Як тільки султан Баязид II був поінформований про те, що сталося, він конфіскував майно Симеона, відрубав носи лжесвідкам, переслідував духовенство, замішане в скандалі, і скинув патріарха Ніфонта, якого заслали на якийсь острів у Чорному морі навпроти Созополя. Діонісій I знову зійшов на престол.

### Переобрання знову скинення і засудження до довічного ув'язнення
Він повернувся, шукаючи помічі Синоду, і зайняв патріарший престол, але впав у немилість султана і був висланий у 1490 році, засуджений до довічного ув'язнення та засланий до Адріанополя. Повідомляється, що правитель Валахії Радул I Великий, проїжджаючи через Адріанополь, підкупив охорону, щоб дозволити йому побачити ув'язненого патріарха, і, увійшовши в іркті, впав ниць.
Прибувши до Константинополя, Радул домігся і отримав дозвіл звільнити Ніфонта та перевезти його до Валахії. Прибувши до Валахії, Ніфонт сформував зібрання з духовенства і мирян і висвятив двох єпископів Римника і Бузая. Він допомагав правителю розпоряджатися гегемонськими посадами, як це робили імператори Візантії, називаючи титули Спатаріс, Бесіаріс, Логофетіс тощо.
Він не хотів визнавати незаконних залицянь до сестри правителя і тому потрапив у його немилість. Занепокоєний Радулом і погрозами, він побіг до церкви, зібрав людей і виголосив промову, і, відлучивши зятя від церкви і пророкуючи нещастя, зняв патріарший мундзір, поклав його на святу лаву і вийшов з церкви. Правитель, дізнавшись про те, що сталося, наказав нікому навіть не шанувати його, щоб усі уникали його, не даючи йому ні їжі, ні води, і погрожував кривдникам смертю.

### Повернення після цін
Ніфонт сховався в безлюдній хатині і з християнською смиренністю терпів несправедливий осуд. Радул, щоб уникнути обурення народу, намагався заспокоїти старця і підлесливими словами, обіцянками і дарами благав його пробачити свого зятя, опіку якого тим часом визнала велика церква. Ніфонт категорично відмовився від усього і вирушив до Македонії, взявши з собою двох своїх учнів. У Македонії він пройшов по всіх містах і проповідував апостольську проповідь. Прибувши на гору Афон, він невпізнанним представився ченцям Святого Діонісія, які спочатку призначили його доглядачем тварин монастиря, поки вони, нарешті, не впізнали його і не повернули йому честі.
Після відходу Ніфонта у Валахії почалися посуха і голод. Радул, який захворів на страшну проказу, вважав, що це сталося тому, що він погано поводився з Ніфонтом, і послав людей знайти його.

### Кінець
У 1502 році йому пропонувалося стати патріархом втретє, але він відмовився і пішов у монастир Діонісія на Афоні, де й помер 3 вересня 1508 року. Відразу після смерті він був шанований як святий у багатьох місцевостях, а православна церква зарахувала його до свого канону лише через дев'ять років, у 1517 році, встановивши вшановувати його пам'ять 11 серпня. Його останки зберігаються в святині в монастирі Діонісія, в якому також є каплиця його імені.
Його учнями були священномученик Яків Касторський, який прийняв мученицьку смерть у 1520 році, святий Макарій, який прийняв мученицьку смерть у 1527 році, і Йоасаф, який прийняв мученицьку смерть у 1536 році.